# Benedetto Fontanini

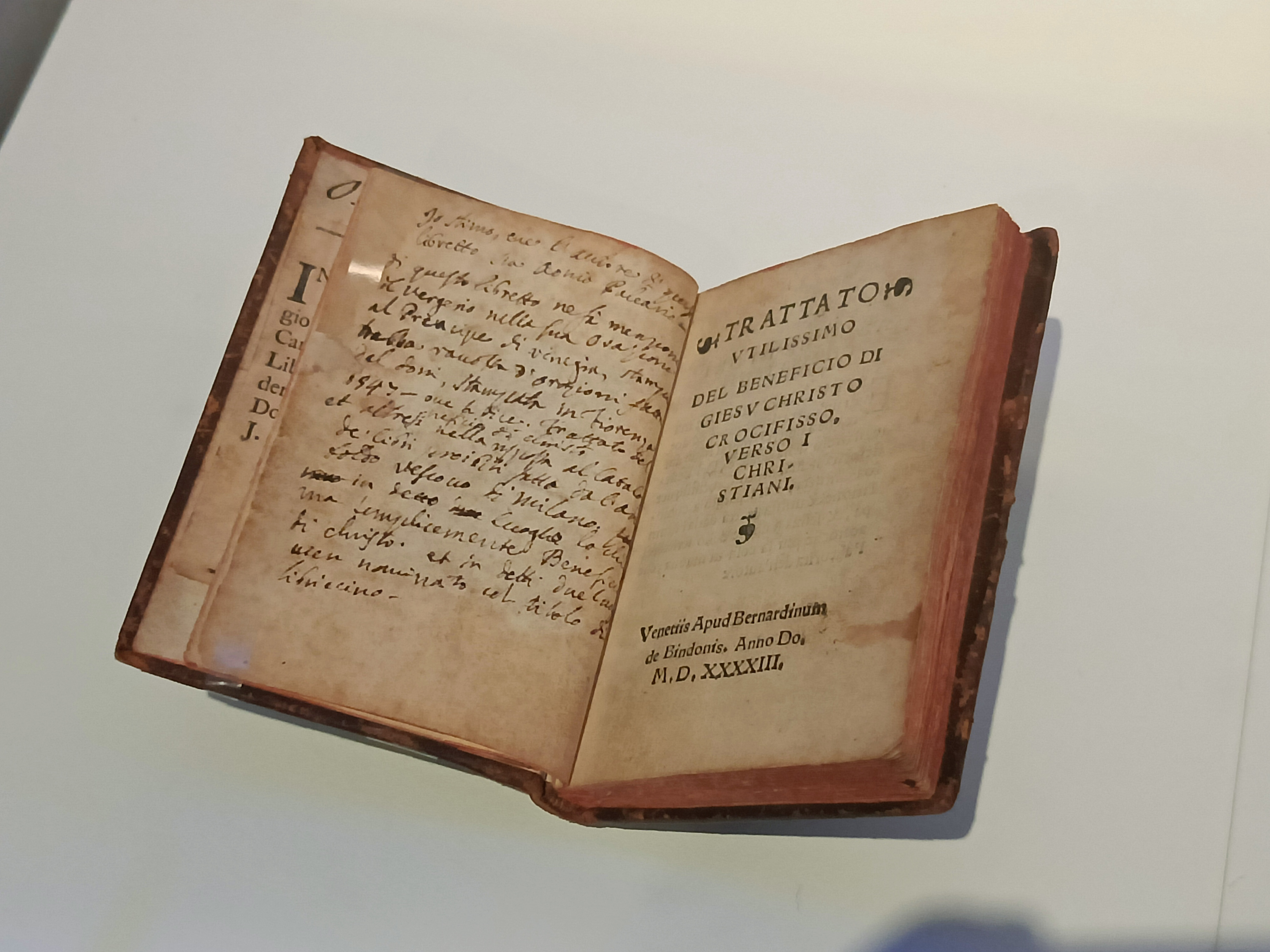
Benedicto da Mantova, Beneficio di Cristo (1543). Se cree que es la única copia de la primera edición del mundo que no fue destruida por la Inquisición. Colección de St John's College, Cambridge O.51.

Benedetto Fontanini o también conocido como Benedetto de Mantua (Mantua,  c. 1490 – Mantua, c. 1556) fue un monje benedictino italiano, conocido por su autoría del libro El Beneficio de Cristo, un texto de carácter religioso que se propagó rápidamente por la Europa del siglo XVI. 

## Biografía
Benedetto Fontanini entró al monasterio benedictino de Mantua, San Benedetto di Polirone, hacia el 1511. Fue alumno del reconocido Gregorio Cortese y tuvo por compañeros a varios personajes ilustres del pensamiento religioso y cultural de su tiempo, tales como el poeta Teófilo Folengo y Giovanni Battista, hermano del anterior y escritor; Isidoro Clario, quien tuvo parte en el Concilio de Trento y Francesco Negri, quien se hizo protestante y escribió el libro La Tragedia del libre albedrío. En ese convento seguramente fue ordenado sacerdote.
En torno a 1534, Benedetto fue trasladado al convento benedicto de San Giorgio Maggiore en Venecia, en el cual tuvo por abad a su maestro Gregorio Cortese. En esa ciudad conoció al humanista Marcantonio Flaminio. Fue en este convento donde redactó el libro El Beneficio de Cristo, un texto que influenció a muchos religiosos de su tiempo, ortodoxos y heterodoxos, entre ellos el monje Giorgio Rioli.
En 1537 se trasfirió al monasterio de San Nicolò L'Arena, cerca de Catania, posiblemente en el camino conoció a Juan de Valdés, más precisamente en la ciudad de Nápoles, teólogo heterodoxo español. Un terremoto acaecido en 1542 fracturó la estructura del convento, por los que los monjes tuvieron que trasladarse a Catania, sin embargo, Benedetto fue trasladado a la abadía de Santa María en Pomposa, de la que fue rector de 1544 a 1546.
En 1548, Benedetto fue juzgado por herejía por un tribunal de la Inquisición, fue encarcelado en el monasterio de Santa Justina. El privilegio del que gozaba la Orden Benedictina de juzgar a sus propios monjes le salvó de la condena capital, pero vivió en la reserva absoluta, puesto que en adelante no sabe nada de su vida.

## Obras
Como se ha dicho, Benedetto Fontanini, es el autor del libro El Benenficio de Cristo, el cual redactó mientras estaba en el monasterio San Giorgio de Venecia, más o menos hacia el 1540. El libro se caracteriza por una teología conciliatoria entre dos tendencias, asumiendo una posición intermedia entre el catolicismo y la Reforma protestante, y por ello del agrado del evangelismo italiano. El texto originalmente corría en manuscrito. Su doctrina se puede considerar ortodoxa, no es antirromana ni antipapal; Sin embargo, la primera edición, Venecia 1543, curada por Marcantanio Flaminio interpoló ciertos fragmentos sacados de las obras de Juan Calvino, reformador protestante.